# Echinocereus pulchellus
Echinocereus pulchellus är en kaktusväxtart som först beskrevs av Carl Friedrich Philipp von Martius, och fick sitt nu gällande namn av Ludwig Seitz. Echinocereus pulchellus ingår i släktet Echinocereus och familjen kaktusväxter.

## Underarter
Arten delas in i följande underarter:
- E. p. acanthosetus
- E. p. pulchellus
- E. p. sharpii
- E. p. weinbergii

## Bildgalleri

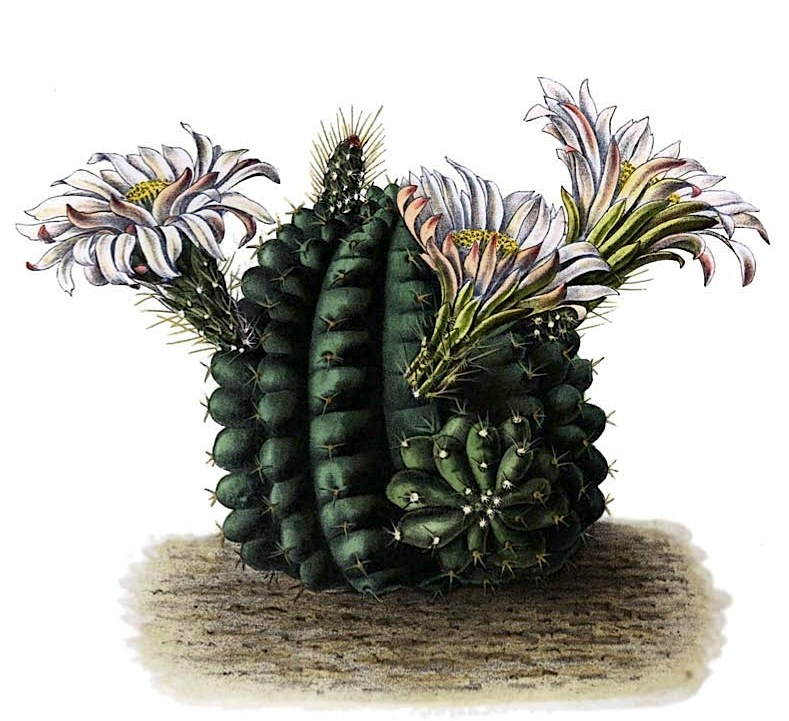
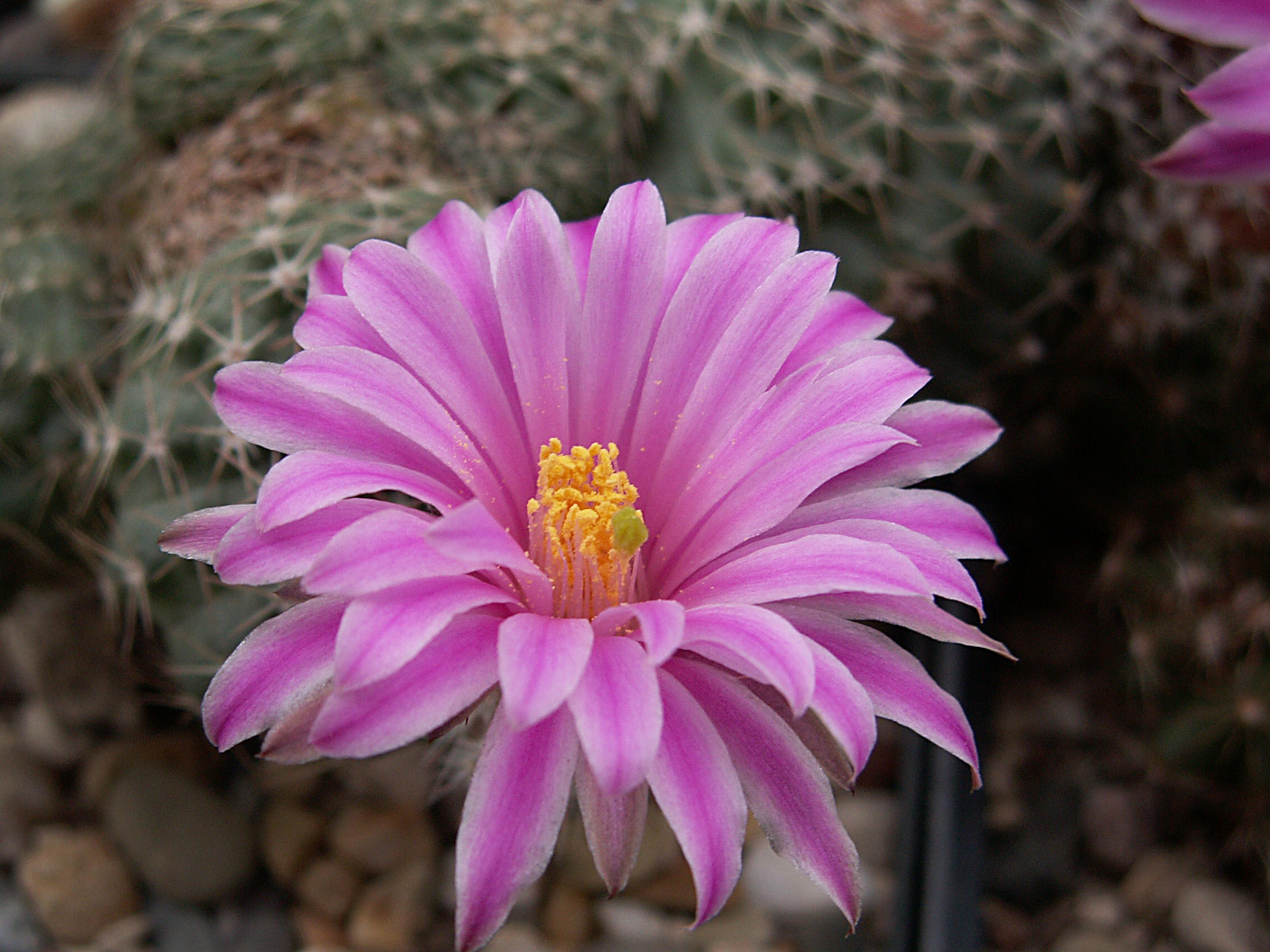